# Audiologia

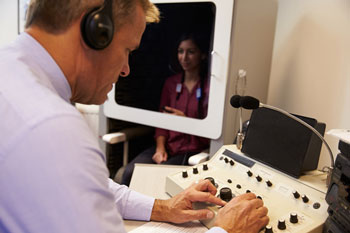
Exame audiológico

Audiologia (do latim audīre"para ouvir"; e do grego -λογία, -logia) é um ramo da ciência que estuda a audição, seu equilíbrio e distúrbios relacionados. Os especialistas que possuem formação superior e que tratam pessoas com perda de audição e, de forma proativa, evitam danos relacionados, são o fonoaudiólogo (Brasil) / audiologista (Portugal).
Aplicando diversas estratégias de teste (como por exemplo testes de audição, medições por emissões otoacústicas, videonistagmografia, e exames eletrofisiológicos), esta especialização visa determinar se o paciente consegue ouvir dentro da faixa de normalidade e, se não, quais as partes da audição (alta, média ou baixa frequências) estão afetadas, em qual grau, e onde está a lesão causando a perda de audição (ouvido externo ouvido médio, ouvido interno, nervo auditivo e/ou do sistema nervoso central). Se um fonoaudiólogo ou um audiologista determina que uma perda de audição ou anomalia vestibular está presente, ele ou ela irá fornecer recomendações para o paciente em relação à quais opções que podem ajudar (por exemplo, aparelhos auditivos, implantes cocleares e/ou fornecer um adequado encaminhamento médico).
Além de testar a audição, fonoaudiólogos/audiologistas também pode trabalhar com uma ampla variedade de clientela em reabilitação (indivíduos com zumbido, processamento auditivo, usuários de implante coclear e/ou usuários de aparelhos auditivos), desde populações pediátricas até idosos e, podendo realizar avaliação do zumbido e do sistema vestibular.

## Fonoaudiólogo/Audiologista

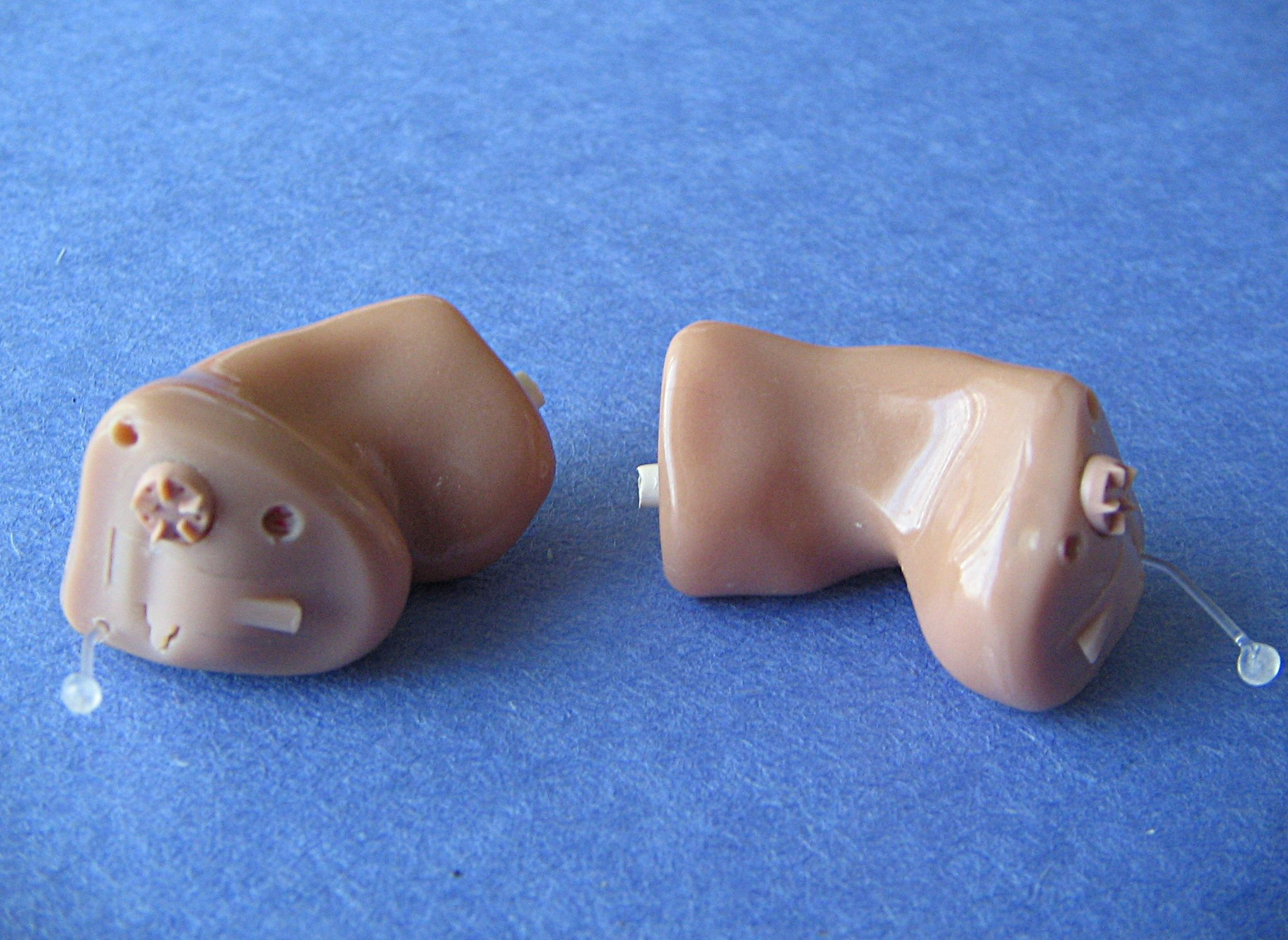
Exemplo de Aparelhos Auditivos Intracanal

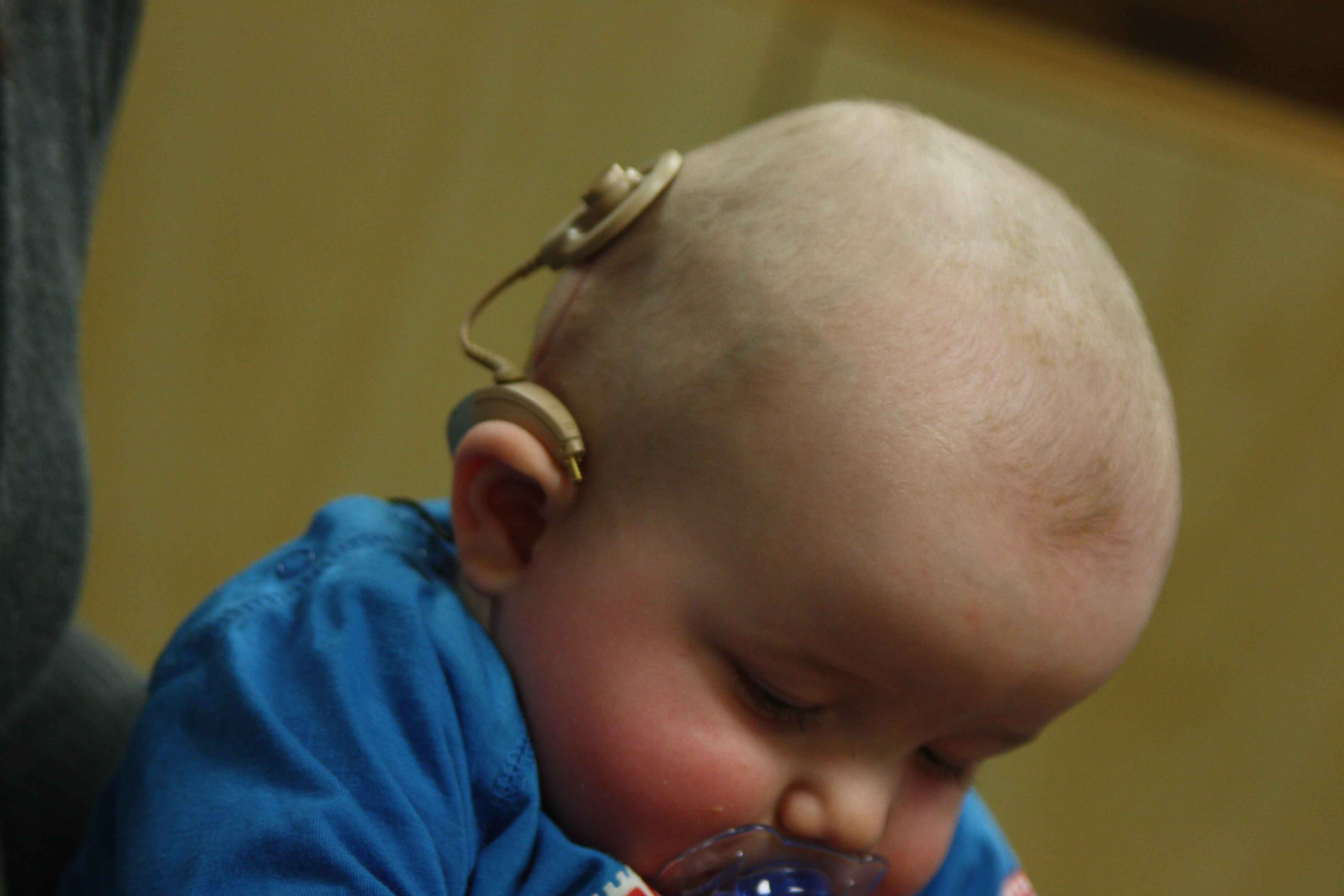
Implante Coclear

Um fonoaudiólogo é um profissional de saúde especializado na identificação, diagnóstico, tratamento e monitoramento de doenças do sistema auditivo e vestibular de partes do ouvido. Fonoaudiólogos são treinados para diagnosticar, gerenciar e/ou tratar a audição, zumbido, ou problemas de equilíbrio. Eles promovem, gerenciam e adaptam os aparelhos auditivos e avaliam a possível candidatura e mapeiam os implantes cocleares. Eles aconselham às famílias quando há um diagnóstico novo de perda auditiva em bebês, e ajudam-na a ensinar a lidar e com a compensação de competências para adultos que adquirem surdez. Eles também ajudam a desenvolver e implementar programas de segurança auditiva pessoal e industrial, programas de triagem auditiva em recém-nascidos, programas de triagem auditiva em crianças com idade escolar e fornecer adaptação especial de plugues de ouvido e outros dispositivos de proteção auditiva para ajudar a prevenir a perda de audição. Fonoaudiólogos são treinados para avaliar distúrbios vestibulares periféricos provenientes de patologias do ouvido interno. Eles também oferecem tratamento para determinados distúrbios vestibulares e  do equilíbrio, tais como Vertigem Posicional Paroxística Benigna (VPPB). Além disso, muitos fonoaudiólogos trabalham como cientistas com a habilidade de pesquisa.
Fonoaudiólogos têm formação em anatomia e fisiologia, aparelhos auditivos, implantes cocleares, eletrofisiologia, acústica, psicofisiologia, neurologia, função e avaliação vestibular, distúrbios do equilíbrio, orientação e linguagem de sinais. Fonoaudiólogos também executam a triagem auditiva neonatal, programa que foi tornado obrigatório em muitos hospitais nos EUA, Reino Unido e Índia. Um fonoaudiólogo geralmente formado com uma das seguintes qualificações: MSc (Audiologia), Au.D., STI, PhD, ou ScD, de acordo com o programa e o país em que praticam.

## História
No Brasil, a formação em audiologia é parte dos cursos de Fonoaudiologia. Os movimentos pelo reconhecimento dos cursos e da profissão de fonoaudiologia levaram a que em 9 de dezembro de 1981 a profissão fosse regulamentada pelo então presidente João Figueiredo (a Lei n° 6965). Foram criados, então, os cursos em nível de bacharelado, e o curso da Universidade de São Paulo foi o primeiro a ter seu funcionamento autorizado, em 1977. O uso dos termos "Audiologia" e "Audiologista" em publicações tem sido rastreada somente até 1946. O criador original do termo permanece desconhecido, mas Berger identificou as possíveis origens como Mayer BA Schier, Willard B Hargrave, Stanley Nowak, Norman Canfield, ou Raymond Carhart. Em um perfil biográfico feito por Robert Galambos, Hallowell Davis é creditado com a criação do termo na década de 1940, dizendo que o então termo mais utilizado "treinador auricular" soava como um método de ensinar as pessoas a mexer suas orelhas.
A audiologia nasceu de colaboração interdisciplinar. O prevalência substancial de perda auditiva observada nas população de veteranos após a II Guerra Mundial inspirou a criação do campo, como é conhecido hoje. O primeiro curso oferecido em uma universidade nos EUA para audiologistas foi oferecido pela Carhart na Northwestern University, em 1946.

## Requisitos
Os requisitos para formação de fonoaudiólogos e o perfil do profissional variam muito entre países. Abaixo descrevemos alguns exemplos.

### Brasil
O trabalho dos audiologistas no Brasil foi descrito de forma resumida em 2007 por Bevilacqua e colaboradoras.  A prática profissional é exercida em vários tipos de instituições, como instituições privadas (clínicas médicas e clínicas dedicadas à fala e audição) e em uma ampla gama de instituições públicas, incluindo clínicas comunitárias, unidades de saúde, escolas primárias, faculdades e universidades. Tanto no setor privado quanto no público, os audiologistas podem realizar avaliações diagnósticas dos distúrbios auditivos e vestibulares, selecionam e ajustam aparelho de amplificação sonora individual (AASI) e fornecem terapia fonoaudiológica para a habilitação e reabilitação auditiva. No nível público, eles também contribuem com os programas de saúde dos trabalhadores, dispensam aparelhos auditivos e reabilitação auditiva. No Brasil, o Conselho Federal de Fonoaudiologia identifica os cursos de ensino superior por região do país e também identifica as diretrizes curriculares para a formação do fonoaudiólogo.
| Conselho Regional de Fonoaudiologia 1ª Região                           |                                                                         |                                                                         |                                                                         |                     |                                        |
| FACULDADE REDENTOR DE CAMPOS                                            | FACULDADE REDENTOR DE CAMPOS                                            | FACULDADE REDENTOR DE CAMPOS                                            | FACULDADE REDENTOR DE CAMPOS                                            | Rio de Janeiro      | www.redentor.edu.br                    |
| UNIVERSIDADE FEDERAL FLUMINENSE – UFF                                   | UNIVERSIDADE FEDERAL FLUMINENSE – UFF                                   | UNIVERSIDADE FEDERAL FLUMINENSE – UFF                                   | UNIVERSIDADE FEDERAL FLUMINENSE – UFF                                   | Rio de Janeiro      | www.uff.br                             |
| UNIVERSIDADE FEDERAL DO RIO DE JANEIRO – UFRJ                           | UNIVERSIDADE FEDERAL DO RIO DE JANEIRO – UFRJ                           | UNIVERSIDADE FEDERAL DO RIO DE JANEIRO – UFRJ                           | UNIVERSIDADE FEDERAL DO RIO DE JANEIRO – UFRJ                           | Rio de Janeiro      | www.ufrj.br                            |
| CENTRO UNIVERSITÁRIO FLUMINENSE – UNIFLU                                | CENTRO UNIVERSITÁRIO FLUMINENSE – UNIFLU                                | CENTRO UNIVERSITÁRIO FLUMINENSE – UNIFLU                                | CENTRO UNIVERSITÁRIO FLUMINENSE – UNIFLU                                | Rio de Janeiro      | www.uniflu.edu.br                      |
| UNIREDENTOR (Faculdade Redentor)                                        | UNIREDENTOR (Faculdade Redentor)                                        | UNIREDENTOR (Faculdade Redentor)                                        | UNIREDENTOR (Faculdade Redentor)                                        | Rio de Janeiro      | www.redentor.edu.br                    |
| UNIVERSIDADE ESTÁCIO DE SÁ                                              | UNIVERSIDADE ESTÁCIO DE SÁ                                              | UNIVERSIDADE ESTÁCIO DE SÁ                                              |                                                                         | Rio de Janeiro      | www.portal.estacio.br                  |
| UNIVERSIDADE VEIGA DE ALMEIDA – UVA                                     | UNIVERSIDADE VEIGA DE ALMEIDA – UVA                                     | UNIVERSIDADE VEIGA DE ALMEIDA – UVA                                     | UNIVERSIDADE VEIGA DE ALMEIDA – UVA                                     | Rio de Janeiro      | www.uva.br                             |
|                                                                         |                                                                         |                                                                         |                                                                         |                     |                                        |
| Conselho Regional de Fonoaudiologia 2ª Região                           |                                                                         |                                                                         |                                                                         |                     |                                        |
| FACULDADE DE FILOSOFIA E CIÊNCIAS – UNESP MARÍLIA                       | FACULDADE DE FILOSOFIA E CIÊNCIAS – UNESP MARÍLIA                       | FACULDADE DE FILOSOFIA E CIÊNCIAS – UNESP MARÍLIA                       | FACULDADE DE FILOSOFIA E CIÊNCIAS – UNESP MARÍLIA                       | São Paulo           | www.marilia.unesp.br                   |
| UNIVERSIDADE DE SÃO PAULO – FACULDADE DE ODONTOLOGIA DE BAURU           | UNIVERSIDADE DE SÃO PAULO – FACULDADE DE ODONTOLOGIA DE BAURU           | UNIVERSIDADE DE SÃO PAULO – FACULDADE DE ODONTOLOGIA DE BAURU           | UNIVERSIDADE DE SÃO PAULO – FACULDADE DE ODONTOLOGIA DE BAURU           | São Paulo           | www.fob.usp.br                         |
| FACULDADE DE MEDICINA DA USP – FMUSP                                    | FACULDADE DE MEDICINA DA USP – FMUSP                                    | FACULDADE DE MEDICINA DA USP – FMUSP                                    | FACULDADE DE MEDICINA DA USP – FMUSP                                    | São Paulo           | www.usp.br                             |
| PONTIFÍCIA UNIVERSIDADE CATÓLICA DE SÃO PAULO                           | PONTIFÍCIA UNIVERSIDADE CATÓLICA DE SÃO PAULO                           | PONTIFÍCIA UNIVERSIDADE CATÓLICA DE SÃO PAULO                           | PONTIFÍCIA UNIVERSIDADE CATÓLICA DE SÃO PAULO                           | São Paulo           | www.pucsp.br                           |
| PONTIFÍCIA UNIVERSIDADE CATÓLICA DE CAMPINAS                            | PONTIFÍCIA UNIVERSIDADE CATÓLICA DE CAMPINAS                            | PONTIFÍCIA UNIVERSIDADE CATÓLICA DE CAMPINAS                            | PONTIFÍCIA UNIVERSIDADE CATÓLICA DE CAMPINAS                            | São Paulo           | www.puc-campinas.edu.br                |
| UNIVERSIDADE DE FRANCA – UNIFRAN                                        | UNIVERSIDADE DE FRANCA – UNIFRAN                                        | UNIVERSIDADE DE FRANCA – UNIFRAN                                        | UNIVERSIDADE DE FRANCA – UNIFRAN                                        | São Paulo           | www.unifran.br                         |
| UNIVERSIDADE FEDERAL DE SÃO PAULO/ESCOLA PAULISTA DE MEDICINA – UNIFESP | UNIVERSIDADE FEDERAL DE SÃO PAULO/ESCOLA PAULISTA DE MEDICINA – UNIFESP | UNIVERSIDADE FEDERAL DE SÃO PAULO/ESCOLA PAULISTA DE MEDICINA – UNIFESP | UNIVERSIDADE FEDERAL DE SÃO PAULO/ESCOLA PAULISTA DE MEDICINA – UNIFESP | São Paulo           | www.unifesp.br                         |
| CENTRO UNIVERSITÁRIO DAS FACULDADES METROPOLITANAS UNIDAS – UNIFMU      | CENTRO UNIVERSITÁRIO DAS FACULDADES METROPOLITANAS UNIDAS – UNIFMU      | CENTRO UNIVERSITÁRIO DAS FACULDADES METROPOLITANAS UNIDAS – UNIFMU      | CENTRO UNIVERSITÁRIO DAS FACULDADES METROPOLITANAS UNIDAS – UNIFMU      | São Paulo           | www.fmu.br                             |
| FACULDADE DE CIÊNCIAS MÉDICAS DA SANTA CASA DE SÃO PAULO                | FACULDADE DE CIÊNCIAS MÉDICAS DA SANTA CASA DE SÃO PAULO                | FACULDADE DE CIÊNCIAS MÉDICAS DA SANTA CASA DE SÃO PAULO                | FACULDADE DE CIÊNCIAS MÉDICAS DA SANTA CASA DE SÃO PAULO                | São Paulo           | www.fcmscsp.edu.br                     |
| UNICAMP – FCM – CEPRE                                                   | UNICAMP – FCM – CEPRE                                                   | UNICAMP – FCM – CEPRE                                                   |                                                                         | São Paulo           | www.unicamp.br                         |
| FUNDAÇÃO EDUCACIONAL DE FERNANDÓPOLIS                                   | FUNDAÇÃO EDUCACIONAL DE FERNANDÓPOLIS                                   | FUNDAÇÃO EDUCACIONAL DE FERNANDÓPOLIS                                   | FUNDAÇÃO EDUCACIONAL DE FERNANDÓPOLIS                                   | São Paulo           | www.fef.br                             |
| FACULDADE DE FONOAUDIOLOGIA DE PRESIDENTE PRUDENTE – UNOESTE            | FACULDADE DE FONOAUDIOLOGIA DE PRESIDENTE PRUDENTE – UNOESTE            | FACULDADE DE FONOAUDIOLOGIA DE PRESIDENTE PRUDENTE – UNOESTE            | FACULDADE DE FONOAUDIOLOGIA DE PRESIDENTE PRUDENTE – UNOESTE            | São Paulo           | www.unoeste.br                         |
| FACULDADE DE MEDICINA DA USP – RIBEIRÃO PRETO                           | FACULDADE DE MEDICINA DA USP – RIBEIRÃO PRETO                           | FACULDADE DE MEDICINA DA USP – RIBEIRÃO PRETO                           | FACULDADE DE MEDICINA DA USP – RIBEIRÃO PRETO                           | São Paulo           | www.usp.br                             |
| UNILUS – CENTRO UNIVERSITÁRIO LUSÍADAS                                  | UNILUS – CENTRO UNIVERSITÁRIO LUSÍADAS                                  | UNILUS – CENTRO UNIVERSITÁRIO LUSÍADAS                                  | UNILUS – CENTRO UNIVERSITÁRIO LUSÍADAS                                  | São Paulo           | www.lusiada.br                         |
|                                                                         |                                                                         |                                                                         |                                                                         |                     |                                        |
| Conselho Regional de Fonoaudiologia 3ª Região                           |                                                                         |                                                                         |                                                                         |                     |                                        |
| UNIVERSIDADE NORTE DO PARANÁ – UNOPAR                                   | UNIVERSIDADE NORTE DO PARANÁ – UNOPAR                                   | UNIVERSIDADE NORTE DO PARANÁ – UNOPAR                                   | UNIVERSIDADE NORTE DO PARANÁ – UNOPAR                                   | Paraná              | www.unopar.br                          |
| UNIVERSIDADE TUIUTI DO PARANÁ – UTP –                                   | UNIVERSIDADE TUIUTI DO PARANÁ – UTP –                                   | UNIVERSIDADE TUIUTI DO PARANÁ – UTP –                                   | UNIVERSIDADE TUIUTI DO PARANÁ – UTP –                                   | Paraná              | www.utp.edu.br                         |
| UNIVERSIDADE DO VALE DO ITAJAÍ – UNIVALI                                | UNIVERSIDADE DO VALE DO ITAJAÍ – UNIVALI                                | UNIVERSIDADE DO VALE DO ITAJAÍ – UNIVALI                                | UNIVERSIDADE DO VALE DO ITAJAÍ – UNIVALI                                | Santa Catarina      | www.univali.br                         |
| CENTRO DE ENSINO SUPERIOR DE MARINGÁ                                    | CENTRO DE ENSINO SUPERIOR DE MARINGÁ                                    | CENTRO DE ENSINO SUPERIOR DE MARINGÁ                                    | CENTRO DE ENSINO SUPERIOR DE MARINGÁ                                    | Paraná              | www.unicesumar.edu.br                  |
| UNIVERSIDADE DE MARINGA – UNINGÁ                                        | UNIVERSIDADE DE MARINGA – UNINGÁ                                        | UNIVERSIDADE DE MARINGA – UNINGÁ                                        | UNIVERSIDADE DE MARINGA – UNINGÁ                                        | Paraná              | www.uem.br                             |
| UNIVERSIDADE ESTADUAL DO CENTRO-OESTE – CAMPUS IRATI - 26/05            | UNIVERSIDADE ESTADUAL DO CENTRO-OESTE – CAMPUS IRATI - 26/05            | UNIVERSIDADE ESTADUAL DO CENTRO-OESTE – CAMPUS IRATI - 26/05            | UNIVERSIDADE ESTADUAL DO CENTRO-OESTE – CAMPUS IRATI - 26/05            | Paraná              | www.unicentro.br                       |
| FACULDADE ASSIS GURGACZ – FAG                                           | FACULDADE ASSIS GURGACZ – FAG                                           | FACULDADE ASSIS GURGACZ – FAG                                           | FACULDADE ASSIS GURGACZ – FAG                                           | Paraná              | www.fag.edu.br                         |
| UNIVERSIDADE FEDERAL DE SANTA CATARINA – UFSC                           | UNIVERSIDADE FEDERAL DE SANTA CATARINA – UFSC                           | UNIVERSIDADE FEDERAL DE SANTA CATARINA – UFSC                           | UNIVERSIDADE FEDERAL DE SANTA CATARINA – UFSC                           | Santa Catarina      | www.ufsc.br                            |
| FACULDADE BOM JESUS – IELUSC - SAGUAÇU III                              | FACULDADE BOM JESUS – IELUSC - SAGUAÇU III                              | FACULDADE BOM JESUS – IELUSC - SAGUAÇU III                              | FACULDADE BOM JESUS – IELUSC - SAGUAÇU III                              | Santa Catarina      | www.ielusc.br                          |
| FACULDADE UMUARAMA                                                      | FACULDADE UMUARAMA                                                      | FACULDADE UMUARAMA                                                      |                                                                         | Paraná              | www.uniesp.edu.br/sites/umuarama/      |
| FACULDADE SANT`ANA                                                      | FACULDADE SANT`ANA                                                      | FACULDADE SANT`ANA                                                      |                                                                         | Paraná              | www.iessa.edu.br                       |
| UDC – ANGLO AMERICANO                                                   | UDC – ANGLO AMERICANO                                                   | UDC – ANGLO AMERICANO                                                   |                                                                         | Paraná              | www.udc.edu.br                         |
|                                                                         |                                                                         |                                                                         |                                                                         |                     |                                        |
| Conselho Regional de Fonoaudiologia 4ª Região                           |                                                                         |                                                                         |                                                                         |                     |                                        |
| UNIVERSIDADE DE CIÊNCIA DA SAÚDE DE ALAGOAS (UNCISAL)                   | UNIVERSIDADE DE CIÊNCIA DA SAÚDE DE ALAGOAS (UNCISAL)                   | UNIVERSIDADE DE CIÊNCIA DA SAÚDE DE ALAGOAS (UNCISAL)                   | UNIVERSIDADE DE CIÊNCIA DA SAÚDE DE ALAGOAS (UNCISAL)                   | Alagoas             | www.uncisal.edu.br                     |
| FACULDADE REGIONAL DA BAHIA (UNIRB)                                     | FACULDADE REGIONAL DA BAHIA (UNIRB)                                     | FACULDADE REGIONAL DA BAHIA (UNIRB)                                     | FACULDADE REGIONAL DA BAHIA (UNIRB)                                     | Bahia               | www.unirb.edu.br                       |
| CENTRO UNIVERSITÁRIO JORGE AMADO(UNIJORGE)                              | CENTRO UNIVERSITÁRIO JORGE AMADO(UNIJORGE)                              | CENTRO UNIVERSITÁRIO JORGE AMADO(UNIJORGE)                              | CENTRO UNIVERSITÁRIO JORGE AMADO(UNIJORGE)                              | Bahia               | www.unijorge.edu.br                    |
| UNIÃO METROPOLITANA DE ENSINO E CULTURA (UNIME)                         | UNIÃO METROPOLITANA DE ENSINO E CULTURA (UNIME)                         | UNIÃO METROPOLITANA DE ENSINO E CULTURA (UNIME)                         | UNIÃO METROPOLITANA DE ENSINO E CULTURA (UNIME)                         | Bahia               | www.unime.edu.br                       |
| UNIVERSIDADE DO ESTADO DA BAHIA(UNEB)                                   | UNIVERSIDADE DO ESTADO DA BAHIA(UNEB)                                   | UNIVERSIDADE DO ESTADO DA BAHIA(UNEB)                                   | UNIVERSIDADE DO ESTADO DA BAHIA(UNEB)                                   | Bahia               | www.uneb.br                            |
| UNIVERSIDADE FEDERAL DA BAHIA (UFBA)                                    | UNIVERSIDADE FEDERAL DA BAHIA (UFBA)                                    | UNIVERSIDADE FEDERAL DA BAHIA (UFBA)                                    | UNIVERSIDADE FEDERAL DA BAHIA (UFBA)                                    | Bahia               | www.ufba.br                            |
| FACULDADE DE CAMPINA GRANDE (UNESC)                                     | FACULDADE DE CAMPINA GRANDE (UNESC)                                     | FACULDADE DE CAMPINA GRANDE (UNESC)                                     | FACULDADE DE CAMPINA GRANDE (UNESC)                                     | Paraíba             | www.unescfaculdade.com.br              |
| CENTRO UNIVERSITÁRIO DE JOÃO PESSOA (UNIPÊ)                             | CENTRO UNIVERSITÁRIO DE JOÃO PESSOA (UNIPÊ)                             | CENTRO UNIVERSITÁRIO DE JOÃO PESSOA (UNIPÊ)                             | CENTRO UNIVERSITÁRIO DE JOÃO PESSOA (UNIPÊ)                             | Paraíba             | www.unipe.br                           |
| UNIVERSIDADE FEDERAL DA PARAÍBA(UFPB)                                   | UNIVERSIDADE FEDERAL DA PARAÍBA(UFPB)                                   | UNIVERSIDADE FEDERAL DA PARAÍBA(UFPB)                                   | UNIVERSIDADE FEDERAL DA PARAÍBA(UFPB)                                   | Paraíba             | www.ufpb.br                            |
| UNIVERSIDADE FEDERAL DE PERNAMBUCO (UFPE)                               | UNIVERSIDADE FEDERAL DE PERNAMBUCO (UFPE)                               | UNIVERSIDADE FEDERAL DE PERNAMBUCO (UFPE)                               | UNIVERSIDADE FEDERAL DE PERNAMBUCO (UFPE)                               | Pernambuco          | www.ufpe.br                            |
| UNIÃO DE ESCOLAS SUPERIORES DA FUNESO (FUNESO)                          | UNIÃO DE ESCOLAS SUPERIORES DA FUNESO (FUNESO)                          | UNIÃO DE ESCOLAS SUPERIORES DA FUNESO (FUNESO)                          | UNIÃO DE ESCOLAS SUPERIORES DA FUNESO (FUNESO)                          | Pernambuco          | www.funeso.com.br                      |
| UNIVERSIDADE CATÓLICA DE PERNAMBUCO (UNICAP)                            | UNIVERSIDADE CATÓLICA DE PERNAMBUCO (UNICAP)                            | UNIVERSIDADE CATÓLICA DE PERNAMBUCO (UNICAP)                            | UNIVERSIDADE CATÓLICA DE PERNAMBUCO (UNICAP)                            | Pernambuco          | www.unicap.br                          |
| UNIVERSIDADE FEDERAL DO SERGIPE (Campus de Lagarto)                     | UNIVERSIDADE FEDERAL DO SERGIPE (Campus de Lagarto)                     | UNIVERSIDADE FEDERAL DO SERGIPE (Campus de Lagarto)                     | UNIVERSIDADE FEDERAL DO SERGIPE (Campus de Lagarto)                     | Sergipe             | www.lagarto.ufs.br                     |
| UNIVERSIDADE FEDERAL DO SERGIPE (UFS)                                   | UNIVERSIDADE FEDERAL DO SERGIPE (UFS)                                   | UNIVERSIDADE FEDERAL DO SERGIPE (UFS)                                   | UNIVERSIDADE FEDERAL DO SERGIPE (UFS)                                   | Sergipe             | www.ufs.br                             |
|                                                                         |                                                                         |                                                                         |                                                                         |                     |                                        |
| Conselho Regional de Fonoaudiologia 5ª Região                           |                                                                         |                                                                         |                                                                         |                     |                                        |
| CENTRO UNIVERSITÁRIO PLANALDO DO DISTRITO FEDERAL – UNIPLAN             | CENTRO UNIVERSITÁRIO PLANALDO DO DISTRITO FEDERAL – UNIPLAN             | CENTRO UNIVERSITÁRIO PLANALDO DO DISTRITO FEDERAL – UNIPLAN             | CENTRO UNIVERSITÁRIO PLANALDO DO DISTRITO FEDERAL – UNIPLAN             | Distrito Federal    | www.uniplandf.edu.br                   |
| CENTRO UNIVERSITÁRIO VÁRZEA GRANDE – UNIVAG                             | CENTRO UNIVERSITÁRIO VÁRZEA GRANDE – UNIVAG                             | CENTRO UNIVERSITÁRIO VÁRZEA GRANDE – UNIVAG                             | CENTRO UNIVERSITÁRIO VÁRZEA GRANDE – UNIVAG                             | Mato Grosso         | www.univag.com.br                      |
| PONTIFÍCA UNIVERSIDADE CATÓLICA DE GOIÁS – PUC                          | PONTIFÍCA UNIVERSIDADE CATÓLICA DE GOIÁS – PUC                          | PONTIFÍCA UNIVERSIDADE CATÓLICA DE GOIÁS – PUC                          | PONTIFÍCA UNIVERSIDADE CATÓLICA DE GOIÁS – PUC                          | Goiás               | www.pucgoias.edu.br                    |
| UNIVERSIDADE DE BRASÍLIA- UNB                                           | UNIVERSIDADE DE BRASÍLIA- UNB                                           | UNIVERSIDADE DE BRASÍLIA- UNB                                           | UNIVERSIDADE DE BRASÍLIA- UNB                                           | Distrito Federal    | www.unb.br                             |
|                                                                         |                                                                         |                                                                         |                                                                         |                     |                                        |
| Conselho Regional de Fonoaudiologia 6ª Região                           |                                                                         |                                                                         |                                                                         |                     |                                        |
| FUNORTE – Faculdades Unidas do Norte de Minas                           | FUNORTE – Faculdades Unidas do Norte de Minas                           | FUNORTE – Faculdades Unidas do Norte de Minas                           | FUNORTE – Faculdades Unidas do Norte de Minas                           | Minas Gerais        | www.funorte.edu.br                     |
| Instituto Metodista Izabela Hendrix                                     | Instituto Metodista Izabela Hendrix                                     | Instituto Metodista Izabela Hendrix                                     | Instituto Metodista Izabela Hendrix                                     | Minas Gerais        | www.izabelahendrix.edu.br              |
| PUC MINAS – Pontifícia Universidade Católica de Minas Gerais            | PUC MINAS – Pontifícia Universidade Católica de Minas Gerais            | PUC MINAS – Pontifícia Universidade Católica de Minas Gerais            | PUC MINAS – Pontifícia Universidade Católica de Minas Gerais            | Minas Gerais        | www.pucminas.br                        |
| UFES – Universidade Federal do Espírito Santo                           | UFES – Universidade Federal do Espírito Santo                           | UFES – Universidade Federal do Espírito Santo                           | UFES – Universidade Federal do Espírito Santo                           | Espírito Santo      | www.ufes.br                            |
| UFMG – Universidade Federal de Minas Gerais                             | UFMG – Universidade Federal de Minas Gerais                             | UFMG – Universidade Federal de Minas Gerais                             | UFMG – Universidade Federal de Minas Gerais                             | Minas Gerais        | www.ufmg.br                            |
| ÚNICA – Faculdade Única de Ipatinga                                     | ÚNICA – Faculdade Única de Ipatinga                                     | ÚNICA – Faculdade Única de Ipatinga                                     | ÚNICA – Faculdade Única de Ipatinga                                     | Minas Gerais        | www.faculdadesunica.com.br             |
| UNICERP – Centro Universitário do Cerrado Patrocínio                    | UNICERP – Centro Universitário do Cerrado Patrocínio                    | UNICERP – Centro Universitário do Cerrado Patrocínio                    | UNICERP – Centro Universitário do Cerrado Patrocínio                    | Minas Gerais        | www.unicerp.edu.br                     |
| UVV – Universidade Vila Velha                                           | UVV – Universidade Vila Velha                                           | UVV – Universidade Vila Velha                                           |                                                                         | Espírito Santo      | www.uvv.br                             |
|                                                                         |                                                                         |                                                                         |                                                                         |                     |                                        |
| Conselho Regional de Fonoaudiologia 7ª Região                           |                                                                         |                                                                         |                                                                         |                     |                                        |
| UNIVERSIDADE FEDERAL DE CIÊNCIAS DA SAÚDE DE PORTO ALEGRE – UFCSPA      | UNIVERSIDADE FEDERAL DE CIÊNCIAS DA SAÚDE DE PORTO ALEGRE – UFCSPA      | UNIVERSIDADE FEDERAL DE CIÊNCIAS DA SAÚDE DE PORTO ALEGRE – UFCSPA      | UNIVERSIDADE FEDERAL DE CIÊNCIAS DA SAÚDE DE PORTO ALEGRE – UFCSPA      | Rio Grande do Sul   | www.ufcspa.edu.br                      |
| UNIVERSIDADE FEDERAL DO RIO GRANDE DO SUL – UFRGS                       | UNIVERSIDADE FEDERAL DO RIO GRANDE DO SUL – UFRGS                       | UNIVERSIDADE FEDERAL DO RIO GRANDE DO SUL – UFRGS                       | UNIVERSIDADE FEDERAL DO RIO GRANDE DO SUL – UFRGS                       | Rio Grande do Sul   | www.ufrgs.br/ufrgs/inicial             |
| UNIVERSIDADE FEDERAL DE SANTA MARIA- UFSM                               | UNIVERSIDADE FEDERAL DE SANTA MARIA- UFSM                               | UNIVERSIDADE FEDERAL DE SANTA MARIA- UFSM                               | UNIVERSIDADE FEDERAL DE SANTA MARIA- UFSM                               | Rio Grande do Sul   | www.ufsm.br                            |
| UNIVERSIDADE LUTERANA DO BRASIL- ULBRA                                  | UNIVERSIDADE LUTERANA DO BRASIL- ULBRA                                  | UNIVERSIDADE LUTERANA DO BRASIL- ULBRA                                  | UNIVERSIDADE LUTERANA DO BRASIL- ULBRA                                  | Rio Grande do Sul   | www.ulbra.br                           |
| UNIVERSIDADE DE PASSO FUNDO – UPF                                       | UNIVERSIDADE DE PASSO FUNDO – UPF                                       | UNIVERSIDADE DE PASSO FUNDO – UPF                                       | UNIVERSIDADE DE PASSO FUNDO – UPF                                       | Rio Grande do Sul   | www.upf.br                             |
| INSTITUTO PORTO ALEGRE DA IGREJA METODISTA – IPA                        | INSTITUTO PORTO ALEGRE DA IGREJA METODISTA – IPA                        | INSTITUTO PORTO ALEGRE DA IGREJA METODISTA – IPA                        | INSTITUTO PORTO ALEGRE DA IGREJA METODISTA – IPA                        | Rio Grande do Sul   | www.ipametodista.edu.br                |
| FACULDADE FÁTIMA EDUCAÇÂO – FÁTIMA                                      | FACULDADE FÁTIMA EDUCAÇÂO – FÁTIMA                                      | FACULDADE FÁTIMA EDUCAÇÂO – FÁTIMA                                      | FACULDADE FÁTIMA EDUCAÇÂO – FÁTIMA                                      | Rio Grande do Sul   | www.fatimaeducacao.com.br]             |
|                                                                         |                                                                         |                                                                         |                                                                         |                     |                                        |
| Conselho Regional de Fonoaudiologia 8ª Região                           |                                                                         |                                                                         |                                                                         |                     |                                        |
| UNIFOR – UNIVERSIDADE DE FORTALEZA                                      | UNIFOR – UNIVERSIDADE DE FORTALEZA                                      | UNIFOR – UNIVERSIDADE DE FORTALEZA                                      | UNIFOR – UNIVERSIDADE DE FORTALEZA                                      | Ceará               | www.unifor.br                          |
| FATECI – FACULDADE DE TECNOLOGIA INTENSIVA                              | FATECI – FACULDADE DE TECNOLOGIA INTENSIVA                              | FATECI – FACULDADE DE TECNOLOGIA INTENSIVA                              | FATECI – FACULDADE DE TECNOLOGIA INTENSIVA                              | Ceará               | www.fateci.com.br                      |
| UNIVERSIDADE POTIGUAR                                                   | UNIVERSIDADE POTIGUAR                                                   | UNIVERSIDADE POTIGUAR                                                   | UNIVERSIDADE POTIGUAR                                                   | Rio Grande do Norte | www.unp.br                             |
| UNIVERSIDADE FEDERAL DO RIO GRANDE DO NORTE                             | UNIVERSIDADE FEDERAL DO RIO GRANDE DO NORTE                             | UNIVERSIDADE FEDERAL DO RIO GRANDE DO NORTE                             | UNIVERSIDADE FEDERAL DO RIO GRANDE DO NORTE                             | Rio Grande do Norte | www.ufrn.br                            |
| NOVAFAPI-SOCIEDADE DE ENS SUP E TECN DO PIAUI                           | NOVAFAPI-SOCIEDADE DE ENS SUP E TECN DO PIAUI                           | NOVAFAPI-SOCIEDADE DE ENS SUP E TECN DO PIAUI                           | NOVAFAPI-SOCIEDADE DE ENS SUP E TECN DO PIAUI                           | Piauí               | www.uninovafapi.edu.br                 |
| FAESPI – FAC DE ENSINO SUPERIOR DO PIAUÍ                                | FAESPI – FAC DE ENSINO SUPERIOR DO PIAUÍ                                | FAESPI – FAC DE ENSINO SUPERIOR DO PIAUÍ                                | FAESPI – FAC DE ENSINO SUPERIOR DO PIAUÍ                                | Piauí               | www.grupomagister.com.br/portalfatepi/ |
|                                                                         |                                                                         |                                                                         |                                                                         | Maranhão            | www.ceuma.br                           |

### Austrália
Na Austrália, os Audiologistas devem possuir um Mestrado em Audiologia, Mestrado em Audiologia Clínica ou Mestrado em Estudos da Audiologia ou, em alternativa, um diploma internacional de bacharel certificado pelo VETASSESS. Não é necessário ser membro de qualquer órgão profissional, mas para adaptar aparelhos de audição para pensionistas e veteranos de guerra que necessitam, como parte do programa do Departamento de Serviços de Audição, o Audiologista deve manter um número de praticante clínico que é obtido através de um certificado de prática clínica (ou equivalente) e ser registrado por uma organização aprovada, como Audiologia Austrália (AudA) ou o Colégio Australiano de Audiologia (ACAud). O mínimo de um ano de estágio supervisionado de prática e o desenvolvimento profissional é necessário após a qualificação para obter essa certificação. Na Austrália, por definição geral, um "Audiologista" - é um graduado na Universidade, com qualificações em pós-graduação em Audiologia ou formação equivalente. Estes profissionais têm ampla responsabilidades e experiência em todas  as áreas de serviços de audição que não são particularidades médicas, incluindo de avaliação audiológica criteriosa e reabilitação da perda auditiva (o que inclui a prescrição, adaptação e acompanhamento de aparelhos auditivos). Um 'Audiometrista' - teve certificação TAFE concluída e audiometria e/ou recebeu de formação in-loco de indústrias de aparelhos auditivos.

### Estados Unidos
Os parâmetros da formação profissional de audiologistas e seu perfil profissional nos Estados Unidos encontram-se descrita pela Academia Americana de Audiologia
Programas a Distância na AUD:
- A. T. Still Universidade através do Arizona Escola de Ciências da Saúde
- Universidade da Flórida

Programas Presenciais na AUD:
| - A.T. Still University through Arizona School of Health Sciences - Arizona State University - Auburn University (AL) - Ball State University (IN) - Bloomsburg University of Pennsylvania - Central Michigan University - CUNY Graduate Center (NY) - East Carolina University - East Tennessee State University - Gallaudet University (DC) - Idaho State University - Illinois State University - Indiana University - James Madison University(VA) - Lamar University (TX) - Long Island Au.D. Consortium (NY) - Louisiana State University at New Orleans - Louisiana Tech University - Miami University (OH) - Missouri State University - Montclair State University - Northeast Ohio Au.D. Consortium - Northeastern University - Northern Illinois University - Northwestern University - Nova Southeastern University (FL) - Ohio State University - Ohio University - Pacific University (OR) - Purdue University & Indiana University School of Medicine (IN) - Rush University (IL) - Salus University (formerly Pennsylvania College of Optometry) - San Diego State University/University of California, San Diego(CA) - Syracuse University - Texas Tech University - Towson University (MD) - University at Buffalo (NY) - University of Arizona - University of Arkansas at Little Rock & University of Arkansas for Medical Sciences Consortium - University of Cincinnati (OH) - University of Colorado - Boulder (CO) | - University of Connecticut - University of Florida - University of Illinois - University of Iowa - University of Kansas - University of Louisville (KY) - University of Maryland, College Park - University of Massachusetts - Amherst - University of Memphis (TN) - University of Minnesota - University of Nebraska-Lincoln - University of North Carolina at Chapel Hill - University of North Texas - University of Northern Colorado - University of Oklahoma - University of the Pacific (CA) - University of Pittsburgh (PA) - University of Puerto Rico, Medical Sciences Campus - University of South Alabama - University of South Dakota - University of South Florida - University of Southern Mississippi - University of Tennessee - University of Texas at Austin - University of Texas at Dallas - University of Utah - University of Wisconsin–Madison - Utah State University - Vanderbilt University (TN) - Washington University (MO) - Wayne State University (MI) - West Virginia University (WV) - Western Michigan University - Wichita State University (KS) |

### Portugal
O exercício da profissão de Audiologista em Portugal implica, necessariamente, a qualificação com diploma em Audiologia ou equivalente legal, conforme definido no Decreto-Lei 320/99 de 11 de agosto o Artigo 4.º. As principais saídas profissionais, em Portugal, consistem em hospitais, clínicas públicas/privadas e centros de reabilitação auditiva.
Na atualidade, a formação em Audiologia é administrado em duas escolas superiores:
- Escola Superior de Tecnologia da saúde de Coimbra - Instituto Politécnico de Coimbra;
- Escola Superior de Saúde - Instituto Politécnico do Porto.

### Africa do Sul
O trabalho de audiologistas na Africa do Sul foi descrito de forma resumida em 2009